# Mikhaïl Skóbelev
Mikhaïl Skóbelev (rus: Михаил Дмитриевич Скобелев)  (fortalesa de Sant Pere i Sant Pau, 29 de setembre de 1843 - Moscou, 7 de juliol de 1882), nom complet amb patronímic Mikhaïl Dmítrievitx Skóbelev, fou un general rus famós per la seva conquesta de l'Àsia central i el seu heroisme durant la Guerra russoturca (1877-1878). Vestit amb uniforme blanc i muntat en un cavall blanc, i sempre al bell mig de la refrega, fou conegut i adorat pels seus soldats com el "General Blanc" (i pels turcs com el "Paixà blanc"). Durant una campanya a Khivà, els seus oponents turcmans l'anomenaren Goz zanli o "Ulls sagnants". El mariscal de camp Bernard Montgomery va escriure que Skóbelev fou el "més hàbil comandant únic" entre 1870 i 1914 i el va qualificar com un "hàbil i inspirador" líder.

## Primers anys i conquesta de Khivà

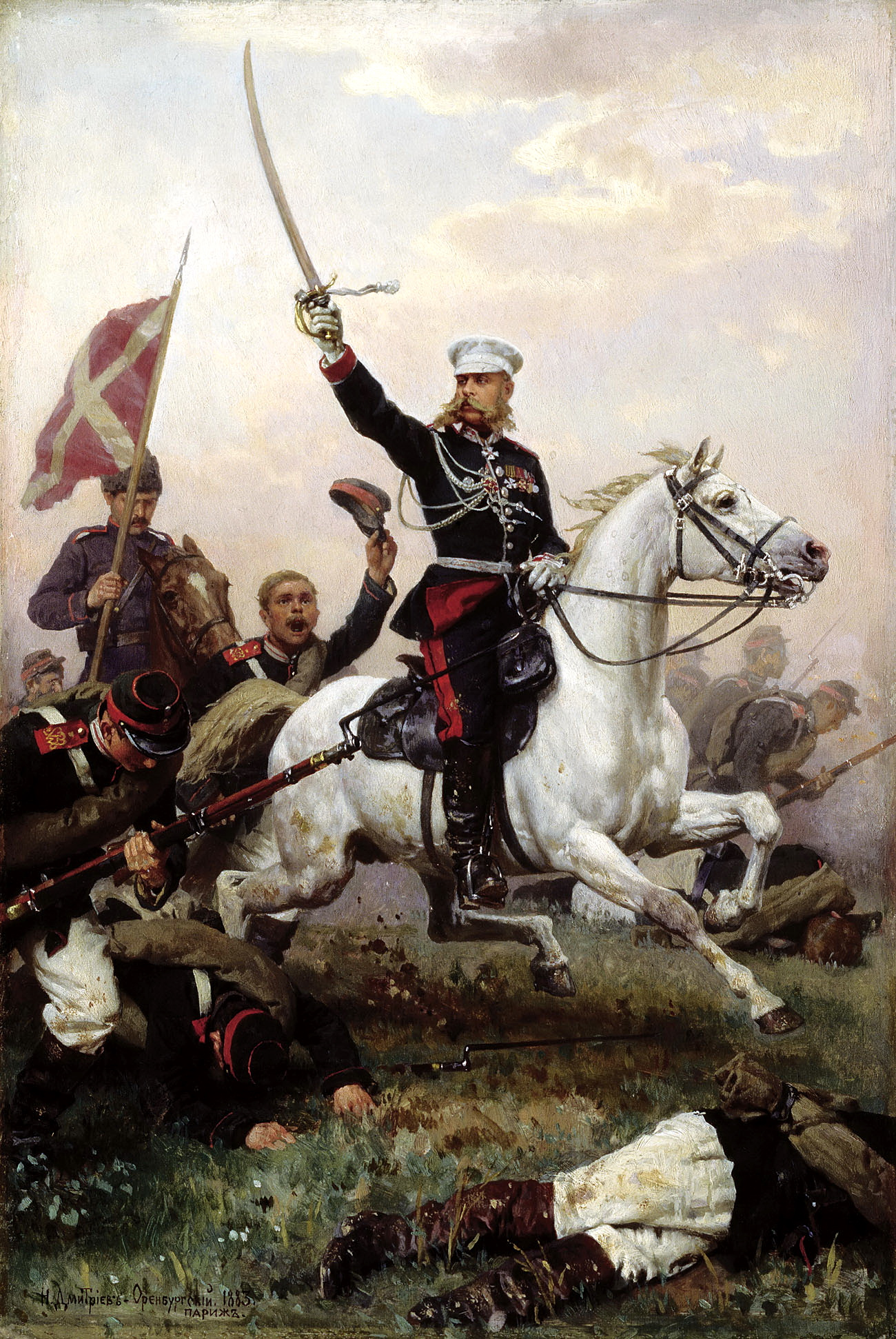
El general Skóbelev a cavall (1883), per Nikolai Dmítriev-Orenburgski

Skóbelev va néixer a prop de Moscou el 29 de setembre de 1843. Després de graduar-se en l'Acadèmia Militar com a oficial d'Estat Major, va ser enviat al Turquestan el 1868 i, amb l'excepció d'un interval de dos anys, durant els quals formà part de l'equip del Gran Duc Miquel Romànov al Caucas, es va mantenir a l'Àsia central fins al 1877.
Va comandar l'avantguarda de la columna del general Lomakin des de la mar Càspia, per reunir-se amb el general Verevkin, des d'Orenburg, en l'expedició al Kanat de Khivà el 1874, i, després d'un gran patiment en la marxa pel desert, va tenir un paper preponderant en la presa de la seva capital, Khivà. Vestit com un turcman, va explorar intrèpidament en un país hostil la ruta des de Khivà a Igdy, i també l'antiga llera de l'Oxus. El 1875 se li va donar un comandament d'importància en l'expedició contra el Kanat de Kokand sota les ordres del general Konstantín Petróvitx Von Kaufman, i va demostrar una gran capacitat en l'acció de Makram, on maniobrà d'una manera hàbil enfront d'una força enemiga superior i va capturar 58 armes de foc, i en un atac nocturn brillant en la retirada d'Andidjan, quan va derrotar a un gran exèrcit amb un grapat de soldats de cavalleria.

## Vida posterior, batalla de Pleven, Gök Tepe i mort

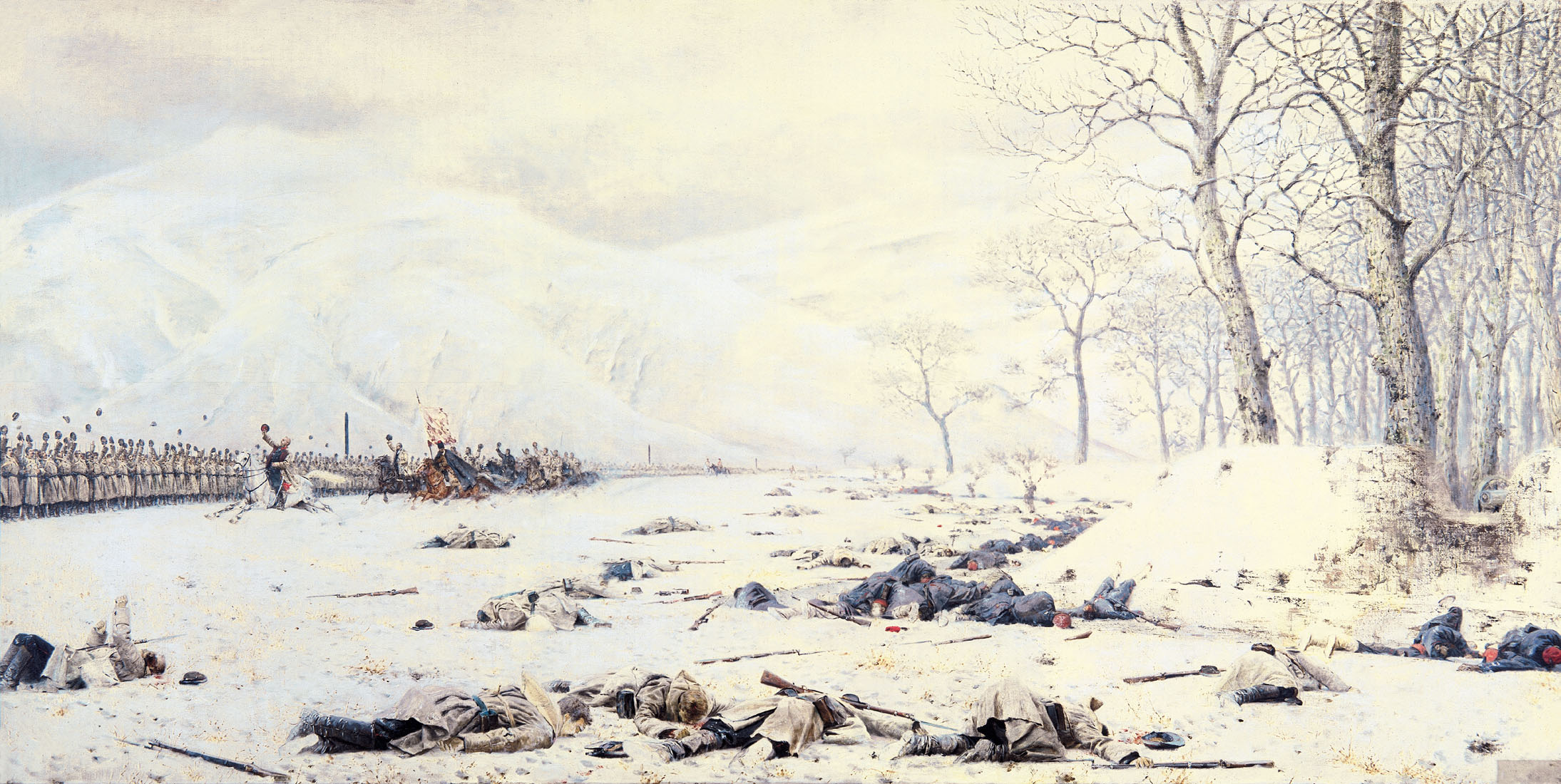
Skóbelev a la batalla de Xipka, Vassili Veresxaguin, 1883

Fou promogut a General Major, condecorat amb l'Orde de Sant Jordi, i fou designat com a primer governador de l'óblast de Ferghana. En la Guerra turca de 1877 es va apoderar del pont sobre el Siret a Barbosi (avui un barri de Galați, on el Siret desemboca al Danubi) a l'abril, i el juny va creuar el Danubi amb el vuitè cos. Va comandar la brigada de cosacs del Caucas en l'atac dels turons verds a la segona batalla de Pleven. Capturà Lovetx el 3 de setembre, i es va distingir de nou en la lluita desesperada dels turons verds a la tercera batalla de Pleven. Promogut a tinent general, i al front de la 16a Divisió, va prendre part en el setge de Pleven i també al combat del 9 de desembre, quan Osman Paixà es va rendir, amb el seu exèrcit. El gener de 1878 va creuar els Balcans emmig d'una dura tempesta de neu i derrotà els turcs a Xeinovo, prop de Xipka, i capturà 36.000 homes i 90 canons.
Va tornar al Turquestan després de la guerra, i el 1880 i 1881 a més es va distingir per la recuperació dels desastres causats pels turcmans tekke: després del Setge de Gök Tepe es va apoderar de la ciutat, i, després d'una gran carnisseria, aconseguí la rendició del Turkmenistan. Es trobava avançant a Aşgabat i Kalat i-Nadiri quan va ser desautoritzat i cridat altre cop. Se li va donar el comandament a Minsk. La raó oficial per al seu trasllat a Europa va ser per apaivagar l'opinió pública europea sobre la massacre de Gök Tepe. Alguns han suggerit que patia de deliris de grandesa i mostrava signes d'ambició política.
En els últims anys de la seva vida, Skobelev participà activament en la política, i va donar el seu suport a les idees del nacionalisme rus i el paneslavisme militant. També ha estat reconegut com un dels primers promotors del concepte "Rússia per als russos". A principis de 1882, van pronunciar discursos a París i a Moscou, on va predir una lluita desesperada entre eslaus i alemanys. Alhora, el van cridar de nou a Sant Petersburg. S'allotjava en un hotel de Moscou, de camí cap a la seva finca, quan va morir sobtadament d'un atac de cor el 7 de juliol de 1882. A Rússia era un home molt popular al moment de la seva mort, i no és sorprenent que la seva mort despertés sospites entre molts. Després de tot, era un home relativament jove (38 anys) i vigorós. La primerenca mort de Skóbelev va privar Rússia d'un gran cap militar. Això es va fer especialment evident durant la Guerra russojaponesa de 1904-05. Els generals russos que comandaren aquesta guerra eren homes de la generació de Skóbelev, però cap d'ells tenia el seu geni militar o carisma.

## Skóbelev en el record
Després de la mort de Skóbelev, a Moscou es va alçar un monument en el seu honor a la plaça principal, al carrer Tverskaia, davant de l'ajuntament (on avui es troba l'estàtua de Iuri Dolgoruki el fundador de Moscou), al qual se li va donar el seu nom i la ciutat de Fergana a l'Uzbekistan va passar a anomenar-se Skóbelev.
Avui, el seu nom segueix viu, fins i tot més enllà de la Federació Russa: poc després del final de la Guerra turca de 1877, els búlgars construïren un parc a Pleven, Skobelev Park, en un dels turons on van tenir lloc les batalles principals de la ciutat. El parc és també el lloc del memorial Panorama Pleven, on en una de les escenes de la gegantina pintura panoràmica de 360°, el General Blanc es mostrava la càrrega amb el seu cavall i la seva espasa nua, conduint l'atac rus contra les posicions turques.
Poc després de l'entrada del parc, es pot observar el bust del famós general, que vigila la ciutat. El parc compta amb monuments amb els noms dels soldats russos i romanesos que van morir durant l'alliberament de Pleven, i està decorat amb armes no funcionals donades per Rússia: canons, bales de canó, canons Gatling, fusells i baionetes.

## Honors i condecoracions
Russes
- Orde de Sant Estanislau, 1a classe amb espases
- Orde de Santa Anna, 1a i 4a classe
- Orde de Sant Jordi, 2a, 3a i 4a classe
- Orde de Sant Vladímir, 3a classe amb espases
- Espasa d'Or al Valor
- Espasa d'Or al Valor amb diamants
- Espasa d'Or al Valor de diamants per a la transició dels Balcans

Estrangeres
- Orde de l'Àguila Roja, 1a i 2a classe amb espases (Prússia)
- Pour le Mérite (Prússia)
- Gran Creu de l'Orde de la Creu de Takovo (Sèrbia)
- Medalla Montenegrina
- Medalla d'Or sèrbia al valor
- Medalla romanesa al valor militar